# Канаккикя
Канаккикя — река в России, протекает по территории Ямало-Ненецкого автономного округа. Устье реки находится в 56 км по левому берегу реки Кыпа-Корылькы. Длина реки составляет 18 км.

## Данные водного реестра
По данным государственного водного реестра России относится к Нижнеобскому бассейновому округу, водохозяйственный участок реки — Таз, речной подбассейн реки — подбассейн отсутствует. Речной бассейн реки — Таз.
Код объекта в государственном водном реестре — 15050000112115300069732.